# Milan Forman
Milan Forman (* 21. dubna 1952) je bývalý český fotbalista, obránce.

## Fotbalová kariéra
Hrál za Duklu Praha, Škodu Plzeň, Slavii Praha a v nižší soutěži v Německu. V lize odehrál 227 utkání a dal 22 gólů. Za juniorskou reprezentaci nastoupil ke 2 utkáním.

## Ligová bilance
| Ročník                                   | Zápasy | Góly | Klub         |
| ---------------------------------------- | ------ | ---- | ------------ |
| 1. československá fotbalová liga 1972/73 | 2      | 1    | Dukla Praha  |
| 1. československá fotbalová liga 1973/74 | 28     | 9    | Škoda Plzeň  |
| 1. československá fotbalová liga 1974/75 | 29     | 1    | Škoda Plzeň  |
| 1. československá fotbalová liga 1975/76 | 28     | 0    | Škoda Plzeň  |
| 1. československá fotbalová liga 1976/77 | 18     | 0    | Škoda Plzeň  |
| 1. československá fotbalová liga 1977/78 | 25     | 2    | Škoda Plzeň  |
| 1. československá fotbalová liga 1978/79 | 29     | 5    | Škoda Plzeň  |
| 1. československá fotbalová liga 1979/80 | 27     | 3    | Škoda Plzeň  |
| Česká národní fotbalová liga 1981/82     | 27     | 0    | Škoda Plzeň  |
| Česká národní fotbalová liga 1982/83     | 17     | 2    | Škoda Plzeň  |
| Česká národní fotbalová liga 1983/84     | 15     | 0    | Škoda Plzeň  |
| 1. československá fotbalová liga 1983/84 | 15     | 0    | Slavia Praha |
| Česká národní fotbalová liga 1984/85     | 8      | 1    | Škoda Plzeň  |
| Česká národní fotbalová liga 1985/86     | 25     | 1    | Škoda Plzeň  |
| 1. československá fotbalová liga 1986/87 | 26     | 1    | Škoda Plzeň  |
| Česká národní fotbalová liga 1987/88     | 25     | 1    | Škoda Plzeň  |
| CELKEM                                   | 227    | 22   |              |